# Artemisinin
Artemisinin är ett läkemedel mot malaria som har upptäckts av Tu Youyou. Läkemedlet sänker dödligheten för malaria orsakad av Plasmodium falciparum för de personer som redan är smittade av sjukdomen. Läkemedlet uppfanns 1972. Andra läkemedel har dock tidigare använts sedan lång tid tillbaka. Tu Youyou fick år 2015 dela på Nobelpriset i fysiologi eller medicin för sin upptäckt. 2011 tilldelades hon även Laskerpriset för den upptäckten.

## Upptäckten

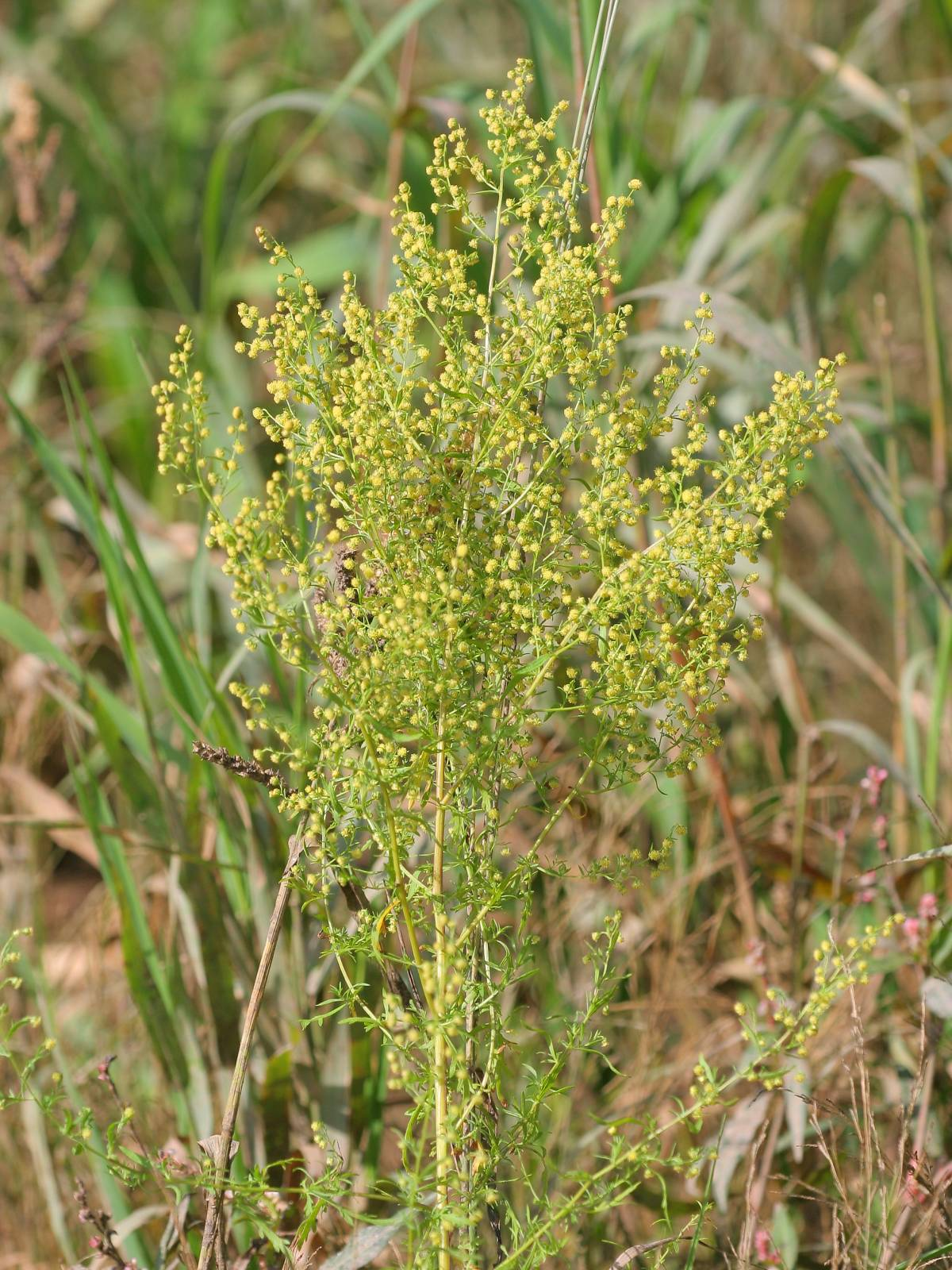
Artemisia annua, sommarmalört, som läkemedlet är gjort av.

Tu Youyou uppfann läkemedlet genom att studera gamla örter och recept för att hitta nya läkemedel mot malaria. År 340 beskrevs läkemedlet gjort på sommarmalörter av Ge Hong. Även i andra skrifter förekommer malörten som en växt som botar malaria. Då Tu hittat plantan uppfann hon en reningsprocess som gjorde att endast artemisinin var kvar.